# 竹島卓一
竹島 卓一（たけしま たくいち、1901年4月29日 - 1992年1月14日）は、建築史家。名古屋工業大学名誉教授。中国建築史に関する研究の第一人者。特に、北宋時代の建築書『営造法式』の研究で知られる。

## 来歴・人物
1901年(明治34年)4月29日、三重県生まれ。1927年(昭和2年)に東京帝国大学工学部建築学科卒業。その後、東方文化学院東京研究所(現・東京大学東洋文化研究所)研究員をへて、名古屋高等工業学校に着任。法隆寺国宝保存工事事務所所長を兼任。1951年(昭和26年)、名古屋工業大学教授。1973年(昭和48年)『営造法式の研究』により第36回日本学士院恩賜賞授与。法輪寺三重塔を復元設計。1992年(平成4年)1月14日、死去。

## 主著
- 『遼金時代ノ建築ト其仏像』　東方文化学院東京研究所　1935
- 『中国の建築』　中央公論美術出版社　1970
- 『営造法式の研究1』　中央公論美術出版社　1970
- 『営造方式の研究2』　中央公論美術出版社　1971
- 『営造法式の研究3』　中央公論美術出版社　1972
- 『建築技法から見た法隆寺金堂の諸問題』　中央公論美術出版　1975